# John Swift
John David Swift (Portsmouth, 23 juni 1995) is een Engels voetballer die bij voorkeur als centrale middenvelder speelt. Hij verruilde Chelsea in juli 2016 voor Reading.

## Clubcarrière
Swift werd in 2007 opgenomen in de jeugdopleiding van Chelsea. In 2012 kreeg hij er zijn eerste profcontract. Op 11 mei 2014 gunde José Mourinho hem een plek op de bank tegen Cardiff City. Hij mocht in de laatste minuten van de wedstrijd zijn debuut maken in het shirt van The Blues, als vervanger van Eden Hazard. Chelsea won de wedstrijd in het Millennium Stadium met 1-2, na doelpunten van André Schürrle en Fernando Torres.

## Clubstatistieken
| Seizoen | Club               | Land     | Competitie     | Wed. | Doelp. |
| ------- | ------------------ | -------- | -------------- | ---- | ------ |
| 2013/14 | Chelsea FC         | Engeland | Premier League | 1    | 0      |
| 2014/15 | → Rotherham United | Engeland | Championship   | 3    | 0      |
| 2014/15 | → Swindon Town     | Engeland | League One     | 19   | 2      |
| 2015/16 | → Brentford FC     | Engeland | Championship   | 27   | 7      |
| 2016/17 | Reading FC         | Engeland | Championship   | 39   | 8      |
| 2017/18 | Reading FC         | Engeland | Championship   | 24   | 2      |
| 2018/19 | Reading FC         | Engeland | Championship   | 34   | 4      |
| Totaal  | Totaal             | Totaal   | Totaal         | 147  | 23     |

## Interlandcarrière
Swift kwam uit voor diverse Engelse nationale jeugdelftallen. In 2012 debuteerde hij in Engeland –19.